# فوتبال در هلند
فوتبال پرطرفدارترین ورزش در هلند است. فوتبال توسط پیم مولیر در قرن نوزدهم وقتی که در چهارده سالگی باشگاه فوتبال هارلمسکه را تأسیس نمود، به این کشور معرفی شد. در طول سی سال بعد از آن فوتبال در هلند محبوبیت پیدا کرد و اواخر دهه ۱۸۹۰ و اوایل دهه ۱۹۰۰ شاهد تأسیس باشگاه‌های جدید بسیاری بود که از میان آن‌ها می‌توان به موارد برجسته‌ای از جمله باشگاه فوتبال اسپارتا روتردام در ۱۸۸۸، باشگاه فوتبال آژاکس آمستردام در ۱۹۰۰، باشگاه فوتبال فاینورد در ۱۹۰۸ و باشگاه فوتبال پی‌اس‌وی آیندهوون در ۱۹۱۳ اشاره نمود.